# Domtorentje
Domtorentje (wymowaⓘ) – nadziewana czekoladka z Utrechtu.
Duża czekoladka z gorzkiej czekolady z kremowym jasnym nadzieniem czekoladowym, i z reliefem wieży Domtoren na wierzchu, produkowana od 1922 roku w Utrechcie. Lokalna specjalność wzmiankowana w przewodnikach turystycznych holenderskich i zagranicznych. Sprzedawana na sztuki lub w pudełkach. Receptura jest objęta tajemnicą, a nazwa czekoladek legalnie zarejestrowana.